# ساروجة (مراغة)
ساروجة هي قرية في مقاطعة مراغة، إيران. يقدر عدد سكانها بـ 204 نسمة بحسب إحصاء 2016.